# Канцзя
Канцзя (кит. 康家) — немногочисленный монгольский этнос, проживающий в Китае. По культуре и языку близки баоань и дунсянам. Численность составляет примерно 2 тыс. человек. Включаются в состав народа хуэй.

## Язык
Язык канцзя в науке был описан относительно недавно. Открытие данного языка, возможно, говорит о существовании других монгольских диалектов, неописанных наукой.
Язык канцзя относится к группе южномонгольских языков и наиболее близок баоньскому и дунсянскому языкам. В рамках группы южномонгольских языков включается в ветвь широнгольских языков, куда также входит монгорский язык.
Широнгольские языки были описаны Г. Н. Потаниным. Однако он не знал о существовании языка канцзя.
Из 2 тыс. представителей народа канцзя родным языком владеет около 1 тыс. человек.

## Расселение
Проживают в провинции Китая Цинхай в уезде Тунжэнь Хуаннань-Тибетского автономного округа.